# Ален IV де Роган
Ален IV Младший (Alain IV de Rohan, dit le Jeune) (1166—1205) — 4-й виконт Роган (с 1195).
Сын Алена III, которому наследовал.
Участвовал в Третьем крестовом походе (1189—1192).
Получил от короля Иоанна Безземельного земли в Англии — Свавосси и Фолборн, которые в 1199 году обменял барону Роджеру ля Зуш Эшби (Бельмейсу) (William la or le Zouche, Belmeis, 1st Baron of Ashby) на бретонские сеньории Племьё и Бодиё.
Первым браком был женат на Мабилле де Фужер (ум. до 1198), дочери Рауля II, барона де Фужера, великого сенешаля Бретани, и его жены Жанны де Доль. Известны шестеро их детей:
- Жоффруа (ум. 15 сентября 1221), 5-й виконт Роган
- Элоиза (ум. до 1259)
- Катерина (ум. не ранее 1259)
- Конан (ум. после 1213)
- Оливье I (ум. 1225/28), 6-й виконт Роган
- Ален V (ум. 1242), 7-й виконт Роган.

Вместе с женой основал аббатство Бонрепо.
Овдовев, женился на Екатерине, происхождение которой не выяснено. От неё - не известная по имени дочь.
Умер 27 октября 1205 года.